# Святая Мария среди гуронов

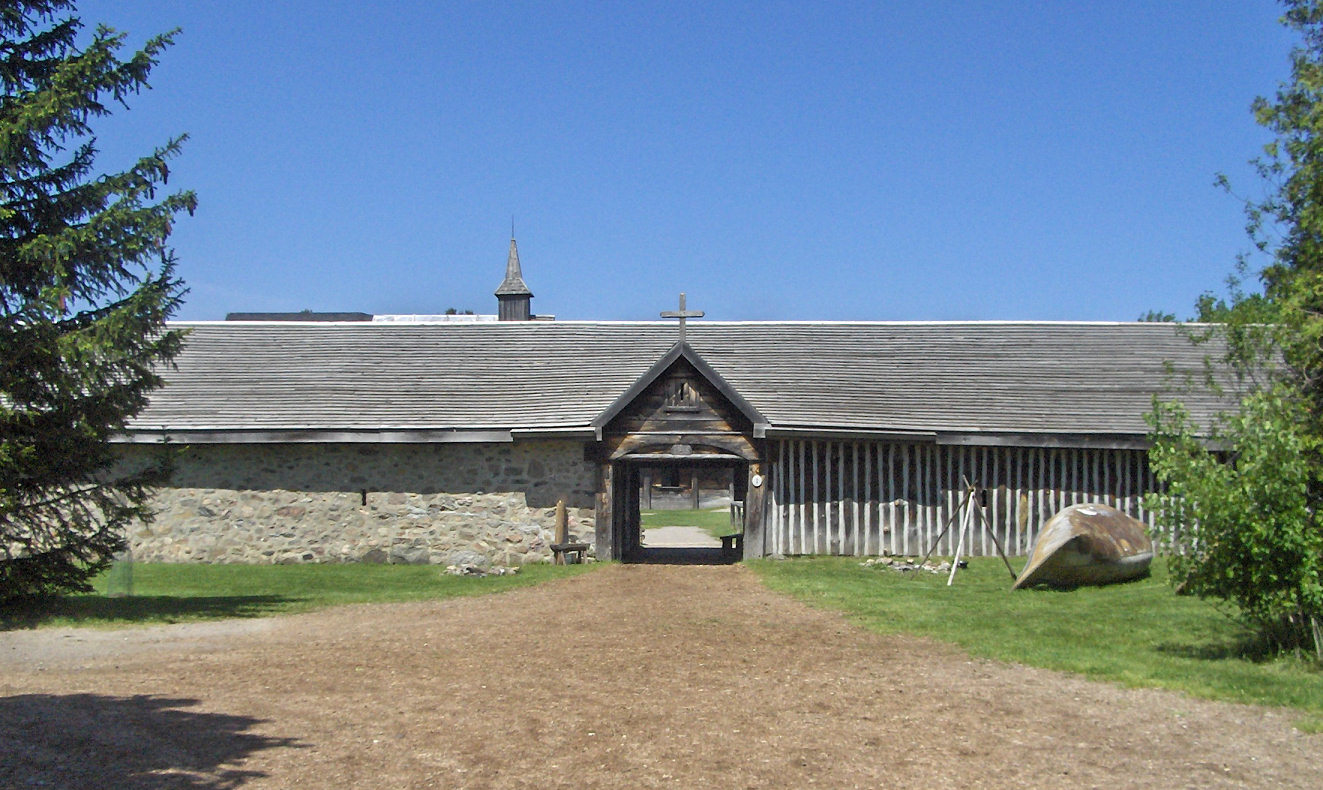
Миссия «Святая Мария среди гуронов»

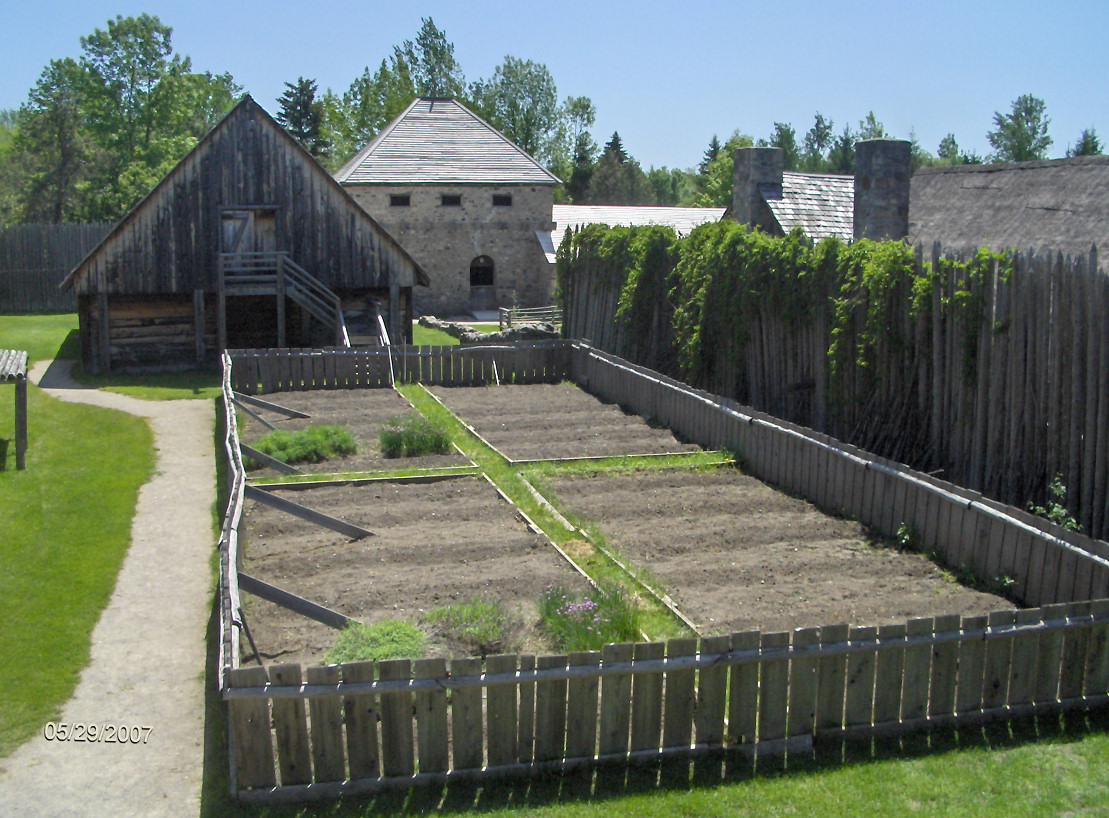
Огород на территории миссии

Святая Мария среди гуронов (англ. Sainte-Marie among the Hurons, фр. Sainte-Marie-au-pays-des-Hurons) — название католического миссионерского центра, основанного французскими иезуитами в 1639 году на территории индейского племени гуронов. Миссия была основана возле современного города Мидленда (провинция Онтарио) и просуществовала до 1649 года. Иезуитская миссия «Святая Мария среди гуронов» является первым европейским поселением на территории нынешней канадской провинции Онтарио. В настоящее время реконструированная миссия «Святая Мария среди Гуронов» является действующим музеем.

## История миссии
Созданная в 1639 году миссия «Святая Мария среди гуронов» использовалась иезуитами для миссионерской деятельности среди индейцев племени гуронов, проживавших в данной местности. Прибыв в 1639 году в Онтарио 18 иезуитов соорудили временные постройки из деревянных конструкций. Позднее были сооружены жилые помещения, походная кухня и часовня.
Через некоторое время к иезуитам присоединилась небольшая группа мирян-добровольцев, исполнявших в миссии различные хозяйственные работы. Иезуиты же занимались проповедованием христианства среди гуронов, видоизменяя различные европейские христианские обычаи на понятный индейцам понятийный язык. В 1644 году в миссии также находилась группа военнослужащих, против которых выступали монахи, считавшие, что военные могут помешать проповедованию католицизма среди индейцев.
Проповедь иезуитов привела к обращению в католицизм некоторых индейцев, однако их обращение в христианство привело к противоречиям между новообращенными индейцами и теми, кто придерживался традиционных верований, что послужило в дальнейшем конфликтам между жителями миссии и коренными жителями. Несмотря на значительные усилия в миссионерской деятельности иезуитов, христианство слабо проникало в среду индейцев. На слабые результаты евангелизации повлияли отрицательные отношения между колонистами и индейцами, которые возникли после эпидемии оспы, которая свирепствовала в этих местах в 1634—1640 гг., а также межплеменная война между ирокезами и гуронами. Ирокезы, воевавшие с гуронами, имели значительный перевес в войне, используя свои связи с колонистами из Голландии, снабжавшими их оружием. В результате этой войны были захвачены в плен и убиты ирокезами миссионеры Жан де Бребёф, Ноэль Шабанель, Антуан Даниэль, Шарль Гарнье, Рене Гупиль, Жан де Лалан, Исаак Жог и Габриель Лалемана, которые были причислены 29.06.1930 года к лику святых Римским папой Пием XI в группе канадских мучеников. Убитые миссионеры были захоронены недалеко от миссии.
16.06.1649 года иезуиты, чтобы миссия не подверглась захвату ирокезами, решили сжечь её. Отправившись в другое место, они попытались основать новую миссию «Санта Мария II», но суровая зима и постоянные набеги ирокезов вынудили монахов вернуться в Новую Францию.

## Современное состояние
В 1844 году на месте, где находилась миссия «Санта Мария среди гуронов» были проведены раскопки иезуитом Пьером Шазеллем. В 1855 году иезуит Феликс Мартин продолжил археологические исследования. В 1940 году орден иезуитов приобрёл землю, на которой располагалась миссия. В 1941 году научный сотрудник из Королевского музея Онтарио Кеннет Кидд впервые провёл здесь научные раскопки руин миссии. В 1954 году были обнаружены могилы святых Жана де Бребёфа и Жана де Лалемена.
В настоящее время иезуитская миссия «Святая Мария среди Гуронов» является действующим историческим музеем, который ежегодно посещают многочисленные посетители. В 1984 году музей посетил Римский папа Иоанн Павел II как часть программы своего папского визита в Канаде. 22.08.2006 года были реконструированы кузница, мастерская плотника и часовня.

## Источник
- The Jesuit Relations and Allied Documents 1610—1791